# Il fulgore di Dony
Il fulgore di Dony è un film per la televisione, diretto da Pupi Avati. È andato in onda il 29 maggio 2018 in prima visione su Rai 1.

## Trama
Donata Chesi, detta Dony, è un'adolescente di diciassette anni che vive e studia a Bologna e coltiva la passione per la danza classica e il sogno di diventare una scrittrice, oltre ad essere la prima della classe.
La narrazione del film si svolge davanti ad uno psichiatra, al quale Dony racconta la vicenda di cui è protagonista insieme a Marco Ghia, un ragazzo conosciuto un anno prima. I due si incontrano casualmente nel cortile del palazzo dove abita Dony, mentre Marco è intento a recuperare un drone finito su un albero. Dopo un primo incrocio di sguardi, Dony se ne innamora.
Un giorno, Marco ha un incidente mentre sta sciando insieme al padre, nel quale subisce un trauma cranico che gli provoca un danno permanente in alcune parti del cervello. Marco non è più la stessa persona, viene abbandonato dai suoi amici, non esce più di casa ed è diventato aggressivo, oltre al fatto che le sue capacità cognitive e motorie regrediscono con il passare dei giorni.
Dony vuole comunque vederlo a tutti i costi, ma una volta giunta a casa del ragazzo si rende conto della situazione. Cerca quindi ogni espediente per dimenticarlo, senza riuscirci.
I due ragazzi diventano quindi inseparabili, ma ciò non viene capito dai genitori di lei che, anzi, fanno di tutto per ostacolarla.
Dony, sentendosi inascoltata ed emarginata, inizia a trascurare la scuola e la danza. I genitori, vedendo lo scarso profitto scolastico della figlia, prendono la decisione di mandarla da uno psichiatra. Solo in seguito essi si renderanno conto di aver commesso degli errori nei suoi confronti e si rassegneranno all'idea di non averla capita sin dai primi segnali.
Nonostante il continuo progredire della malattia di Marco, lui e Dony scelgono di sposarsi.

## Località
Il film è stato girato nelle prime settimane a Bologna, città natale di Pupi Avati, quindi  successivamente a Roma. La prima scena fu girata in piazza Galvani il 12 ottobre 2016.

## Ascolti
| Puntata | Messa in onda  | Telespettatori | Share |
| ------- | -------------- | -------------- | ----- |
| 1       | 29 maggio 2018 | 3.412.000      | 14,5% |